# Hebeloma sordidum
Hebeloma sordidum Maire – gatunek grzybów należący do rodziny podziemniczkowatych (Hymenogastraceae).

## Systematyka i nazewnictwo
Pozycja w klasyfikacji według Index Fungorum: Hebeloma, Hymenogastraceae, Agaricales, Agaricomycetidae, Agaricomycetes, Agaricomycotina, Basidiomycota, Fungi.
Po raz pierwszy opisał go w 1914 r. René Charles Maire na ziemi pod cedrami w Algierii. Synonimy:
- Agaricus fastibilis var. spiloleuca (Krombh.) G. Winter 1882
- Hebeloma mesophaeum var. crassipes Vesterh. 1989
- Hebeloma sordidum var. microsporum Saini & Atri 1985

## Morfologia
Kapelusz lepki, kremowy, brzeg blady i w młodości podwinięty. Blaszki początkowo białe, potem brązowawe. Trzon delikatnie włókienkowaty, tej samej barwy co kapelusz, czasami z resztkami osłony tworzącymi strefę pierścieniową. Ma słaby zapach kakao. Zarodniki 8–12,5 × 5–7 µm, niedekstrynoidalne. Występują cheilocystydy.
Podobna jest włośnianka brunatna (Hebeloma mesophaeum). Odróżnia się smuklejszym owocnikiem, większymi rozmiarami i ciemniejszym kapeluszem.

## Występowanie
Podano stanowiska Hebeloma sordidum głównie w Europie i Ameryce Północnej, poza tym pojedyncze w Algierii i na Półwyspie Indyjskim. Brak tego gatunku w opracowanym w 2003 r. przez Władysława Wojewodę wykazie wielkoowocnikowych grzybów podstawkowych Polski, ale podano jego stanowiska w późniejszych latach. Aktualne stanowiska podaje także internetowy atlas grzybów. Znajduje się w nim na liście gatunków zagrożonych i wartych objęcia ochroną.
Naziemny grzyb mykoryzowy. 